# Tilloy-lès-Mofflaines
Tilloy-lès-Mofflaines är en kommun i departementet Pas-de-Calais i regionen Hauts-de-France i norra Frankrike. Kommunen ligger i kantonen Arras-Sud som tillhör arrondissementet Arras. År 2022 hade Tilloy-lès-Mofflaines 1 564 invånare.

## Befolkningsutveckling
Antalet invånare i kommunen Tilloy-lès-Mofflaines
| Referens: INSEE |